# 訃報 1986年12月
訃報 1986年12月（ふほう 1986ねん12がつ）では、1986年（昭和61年）12月中に物故した、又は物故が報じられた人物についてまとめる。

## （1日 - 15日）
- 12月3日 - 東君平、絵本作家・童話作家（* 1940年）
- 12月5日 - 槇山次郎[要出典]、日本貝類学会名誉会長・元日本古生物学会会長・元日本地質学会会長（* 1896年）
- 12月11日 - 宮柊二、歌人（* 1912年）
- 12月11日 - 皆川定之、元急映フライヤーズ代理監督・河合楽器硬式野球部監督（* 1919年）
- 12月13日 - 佐々木義武、元科学技術庁長官・元通商産業大臣（* 1909年）
- 12月13日 - 柴田崎雄、元プロ野球選手（* 1925年）
- 12月13日 - ヘザー・エンジェル、女優（* 1909年）
- 12月15日 - セルジュ・リファール、舞踏家・振付師・バレエ教師（* 1905年）

## （16日 - 31日）
- 12月16日 - 鈴木剛、元住友銀行頭取・元大阪テレビ放送代表取締役社長・元朝日放送代表取締役社長・元ホテルプラザ代表取締役社長 （* 1896年）
- 12月20日 - 住栄作、元法務大臣・元海軍主計大尉 （* 1920年）
- 12月22日 - 真野房子、真野美容専門学校創立者（* 1899年）
- 12月22日 - 吉田義夫、俳優 (* 1911年）
- 12月24日 - 松下正寿、国際政治学者 （* 1901年）
- 12月24日 - 鈴木幸夫、早稲田大学名誉教授・跡見学園短期大学学長 （* 1912年）
- 12月25日 - 梅澤濱夫、医学者・細菌学者（* 1914年）
- 12月27日 - 金子岩三、元科学技術庁長官・元農林水産大臣（* 1907年）
- 12月28日 - 佐々木孝丸、俳優・プロレタリア作家・演出家 (* 1898年)
- 12月29日 - ハロルド・マクミラン、イギリス首相（* 1894年）
- 12月29日 - アンドレイ・タルコフスキー、ソ連の映画監督（* 1932年）